# 会津農書
会津農書（あいづのうしょ）は、1684年（貞享元年）に会津藩の村役人(肝煎)である佐瀬与次右衛門が著した農書。農業全書より12年も早く成立し日本の農書としては最古のものの一つであり、内容の合理性、実証性は現代の農学者からも高く評価されている。記されている農法は当時の会津地域の農法や知識に著者自らの研究を加えて改良、体系化したもので、他地域の農法や中国の農書の影響は少ない。また地域的な特色としては東北地方の寒冷降雪地帯に適合した農業技術の記述があげられる。

## 構成
上巻、中巻、下巻の三巻構成である。上巻は稲作、中巻は畑作、下巻は様々な事柄(作物の作付けなどの作業の適期や理想的な百姓の家の構造、農作業の用語の解説やその他の注意すべきことなど)について記述されている。

## 特色

### 寒冷地に対応した農業
- 水稲の耕作において、作付日数の少なさ、苗代での薄播き(面積当たりの播く種を減らすこと)と生育期間の短さ、稲の密植といった地域的特徴が指摘されている。作付け日数の少なさは寒さによる作付期間の制限のほかに、早生品種が平地では夏の低温による悪影響を避けるため[注 2]、山間部ではさらに秋の低温を避けるために栽培されたことが原因である。苗代での短い生育期間は水温の低さと川の水量[注 3]により制限されたもので、これによる成長の遅れを補うために播く種を減らしたと考えられる。稲の密植は、生育期間の短さが引き起こす分けつの少なさによる穂数の低下を補うものと推測されている[7]。

### 土壌と肥料
土を粒子の大きさや色により9種類に分類し、さらに他の特徴も考慮して土地に等級を割り振り、種類ごとに適した作物を挙げるなど土壌特性が非常に重視されている。この分類は当時会津地方でなされていたものを単純化、体系化したものであり、このことや中国の農書の影響のため当時の農民の認識と若干のずれがみられる。彼や当時の農民による土壌の分類は現代の土壌分類とは方式が異なるが農業においては有用である。
また、豆類の栽培、冬季の田の土の反転や田の冬季湛水、収穫後の作物の根を残すなど土地を肥沃にする作業の記述がみられる。使用する肥料は自給のものが多いが、使用する金肥に焼酎かすが含まれる最古の文献であることが注目される。

### その他
- 著者、著述年が明確なため、民俗学の研究資料としての価値が高い。また、農具研究においても重要な資料である。当時の風習についても触れられている他、農具の発達やその年代、作業能率についての記載もあり、唐箕の使用の日本最古の記述も含んでいる。会津農書を会津農書附録や当時の風俗帳、会津農書の20年後に執筆された会津歌農書などと照合することで、当時の会津の風俗の理解を深められる[11]。

- 二毛作と三毛作の組み合わせの種類が四十二種類にも及び、うち四十種類は畑地である。これは幕内村が扇状地上に位置することに起因する畑地の多さと、会津若松の城下で消費される野菜類の生産を担っていたためと考えられる[12]。
- 作物別の作業工程ごとの労働量や、土壌の種類ごとの米の収量の記述など、適正な労力配分につながる経営的観察がなされている[5]。

## 関連する農書

### 同一の著者によるもの
佐瀬与次右衛門が著した農書には、他に「会津歌農書」と「会津農書附録」がある。「会津歌農書」は与次右衛門自作の和歌により農民に農業技術や農家の心構えなどを伝えるものである。「会津農書附録」は会津農書の解説と補足を行うものであり、全八巻中二、四、六、八巻が現存する。第四巻では1691年(元禄二年)から1709年(宝永六年)までの天候と作物の出来が詳細に記載されている。

### 影響を受けた農書
佐瀬与次右衛門の婿養子である林右衛門盛之は会津農書の畑作法を深めた「幕内農業記」という農書を著している。また福島県のかつての山都町に当たる地域では、これとは別に会津農書の内容の抜粋と会津の山間高冷地の農法の解説からなる「農書　全」(のうしょ　ぜん)が書かれた。